# Ґамба Осака
«Ґамба Осака» (яп. ガンバ大阪, Ґамба Осака) — японський футбольний клуб з міста Осака, який виступає в Джей-лізі.

## Досягнення
| Гамба Осака (Професіональна ера) - Джей-ліга - Чемпіон (2): 2005, 2014 - Срібний призер (2): 2010, 2015 - Кубок Джей-ліги - Володар (2): 2007, 2014 - Фіналіст (3): 2005, 2015, 2016 - Кубок Імператора - Володар (4): 2008, 2009, 2014, 2015 - Фіналіст (3): 2006, 2020, 2024 - Суперкубок Японії - Володар (2): 2007, 2015 - Фіналіст (5): 2006, 2009, 2010, 2016, 2021 - Джей-ліга 2 - Чемпіон (1): 2013 Матцутіта (Аматорський період) - Головна серія плей-оф Японії - Переможець (1): 1983 - Другий дивізіон Японської футбольної ліги - Переможець (1): 1985–86 - Кубок Імператора - Володар (1): 1990 |  | - Ліга чемпіонів АФК - Чемпіон (1): 2008 - Клубний чемпіонат світу з футболу - Бронзовий призер (1): 2008 - Кубок банку Суруга - Фіналіст (2): 2008, 2015 - Пан-Тихоокеанський чемпіонат з футболу - Переможець (1): 2008 - Кубок чемпіонів А3 (Кубок чемпіонів країн Східної Азії) - Фіналіст (1): 2006 - Королівський кубок з футболу - Переможець (1): 1992 |

## Відомі гравці
- Ендо Ясухіто
- Інамото Дзюніті
- Конно Ясуюкі
- Міямото Цунеясу
- Огуро Масасі
- Кадзі Акіра
- Ясуда Мітіхіро
- Хасімото Хідео
- Фудзімото Дзюнго
- Ікеда Сінобу
- Кусакі Кацухіро
- Мацуяма Йосіюкі
- Кадзіно Томоюкі
- Наґасіма Акіхіро
- Хоннамі Кендзі
- Кондо Кодзі
- Сато Йосіакі
- Ямагуті Тосіхіро
- Ісогаї Хіроміцу
- Янагімото Хіросіге
- Андо Масахіро
- Йосіхара Кота
- Кодзіма Хіромі
- Мьодзін Томокадзу
- Футагава Такахіро
- Бандо Рюдзі
- Цудзукі Рьота
- Такагі Кадзуміті
- Ямагуті Сатосі
- Іенага Акіхіро
- Мідзумото Хірокі
- Усамі Такасі
- Фудзіхару Хірокі
- Йонекура Кокі
- Ніва Даїкі
- Курата Сю
- Хігасігуті Масаакі
- Алейніков Сергій Євгенович
- Марселінью Каріока
- Роні
- Патрік Мбома
- Младен Младенович
- Бобан Бабунський
- Ганс Гіллгаус
- Франсіско Арсе
- Пйотр Шверчевський
- Цвейба Ахрік Сократович
- Амир Карич
- Протасов Олег Валерійович